# Pyrausta celatalis
Pyrausta celatalis là một loài bướm đêm trong họ Crambidae.